# Obús autopropulsado Tipo 75 de 155 mm
El Tipo 75 de 155 mm (en japonés: 75式自走155mm榴弾砲, romanizado: nana-go-shiki-jisou-115mm-ryuudan-hou) es un obús autopropulsado de uso y servicio exclusivo en las Fuerzas de Tierra de Japón. Se usan con el fin de dotar a sus tropas de un poder de fuego móvil, pesado y abrumador mientras están en operaciones en el campo de combate.

## Historia
En 1969, en las oficinas de Investigación Tecnológica y para el Desarrollo de la Industria de la Defensa para las Fuerzas Terrestres de Autodefensa de Japón inician los trabajos para un nuevo diseño de un obús autopropulsado. La firma Mitsubishi Heavy Industries fue la que se encargó del diseño y construcción del casco, mientras que Japan Steel Works diseñó y produjo el cañón y la torreta. Los primeros dos prototipos fueron terminados entre los años 1971 y 1972, y tan sólo difieren en sus sistemas de recarga. Las pruebas de evaluación se hicieron con los dos prototipos, y se llevaron a cabo entre 1973 y 1974. En octubre de 1975 el vehículo fue designado como Obús autopropulsado Tipo 75.
A finales de 1978, los primeros 20 vehículos ya habían sido entregados a las JSDGF. A finales de 1988, 201 unidades del obús estaban en servicio con las FTAJ, y la producción se completó el mismo año. Este sistema, dadas las estrictas leyes de materiales de guerra que prevalecen en Japón, nunca fue exportado a país alguno. No se sabe de planes de actualización para estos obuses, pero se sabe que actualmente están siendo retirados gradualmente en favor del Tipo 99.
El Tipo 75 sirve junto a cantidades pequeñas del Tipo 74/cal. 105 mm de fabricación local, y junto a los obuses M110A2, que se fabricaron localmente bajo licencia. Estos recientemente serán complementados por el Tipo 99, que será finalmente su reemplazo.
Como el Tipo 99 se está construyendo en pequeñas cantidades, generalmente de seis o siete por año, se espera que el Tipo 75 permanezca en servicio durante otros años más. En comparación frente al Tipo 75, el Tipo 99 ha mejorado la movilidad y potencia de fuego e incluso es más sofisticado, pero también es más pesado dado su nuevo equipamiento.

## Descripción
El Tipo 75 comparte un número de piezas automotrices con el Tipo 74, junto al que fue desarrollado durante el mismo tiempo. Mitsubishi Heavy Industries se encargó del diseño del chasis, mientras que el obús y la torreta fueron diseñadas por Japan Steel Works. Dos prototipos funcionales se completaron en 1971/1972, y tan solo difieren en sus sistemas de recarga. Las pruebas de desempeño y evaluación se condujeron entre 1973/1974 y el obús autopropulsado se aceptó para el servicio en octubre de 1975.

### Armamento
El obús de es de 155 mm y tiene una caña de 39 calibres de longitud (4,1 metros), siendo prontamente eclipsado por piezas de menor movilidad que se encuentran en el inventario de armas de las Fuerzas de Defensa japonesas. Puede acarrear hasta 28 proyectiles con su carga propulsora a bordo.

### Sistema de recarga
El sistema de recarga es manual, debiendo ser reaprovisionado por el Tipo 73 en su variante de reamunicionamiento. Como arma secundaria se ha montado una ametralladora Sumitomo M2HB, que dispone de un escudete para la protección de su operador. La torreta es operada eléctricamente, pudiendo girar en 360°, y siendo también operable de forma manual en caso de avería del sistema eléctrico.

### Casco
Se divide en tres habitáculos:
- Tropa: donde se alojan el amunicionador y sirvientes, sellado pero se intercomunica con el habitáculo del motor.

- Comando: En éste se aloja el conductor y al lado de éste se halla el otro habitáculo, es sellado y sólo se comunica con la torreta.

- Motor: en éste se halla em motor, que es un Mitsubishi diésel, refrigerado por agua; con 450 HP.

## Estado
Para el año 2001 Japón reporta que de acuerdo a los datos suministrados a la Oficina de Asuntos para el Desarme tan solo permanecen operativos 201 Tipo 75. éste debíera ser reemplazado originalmente por el Tipo 99. Para diciembre de 2008 se tenía aún en servicio con la 5ª, 11ª, 171ª y la 172ª Brigadas de Artillería de Campo de las Fuerzas japonesas.

## Usuarios
- Japón - Entre 200 a 180 unidades, están siendo retiradas en favor de un sistema más actual.[2][1]

### Vehículos similares
- PZH-2000
- TAM VCA
- Joya SAA-1
- Obús autopropulsado M108
 Obús autopropulsado M109
 Obús autopropulsado M110
  Obús autopropulsado NLOS
- AS-90 Braveheart
- AMX MK F3
- Sholef
- OTO Melara Palmaria (artillería)
- Tipo 99
- K-9 Thunder
- AHS Krab
- 2S19 Msta
- T-155 Fırtına
- SSPH Primus
- G6 Rhino